# 179 до н. е.

## Події
- Після поразки Фарнака I завершилася війна між Понтійським царством і коаліцією Пергаму, Каппадокії і Віфінії. До укладення угоди між сторонами конфлікту долучилися низка припонтійських полісів та сарматський  цар Гатал.
- Лю Хен став імператором династії Хань (посмертне ім'я — Імператор  Вень, храмове ім'я — Тайцзун).

### Астрономічні явища
- 11 лютого. Повне сонячне затемнення.[1]
- 6 серпня. Кільцеподібне сонячне затемнення.[1]

## Народились
- Дун Чжун-шу, китайський філософ і державний діяч часів династії Хань

## Померли
- Філіпп V Македонський — цар Македонії